# 대한국 국제
대한국 국제(大韓國國制)는 1899년(광무 2년) 8월 14일에 반포된 대한제국의 국제이다. 학계 일부에서는 한국 최초의 근대적 헌법으로 평가하기도 한다. 
아관 파천 이후 독립 협회와 관민 공동회의 요구에 굴복하여 경운궁으로 환궁한 고종은 이에 불만을 느끼고 황국 협회와 군대를 동원하여 독립 협회를 강제 해산시킨 후 전제 정치를 명문화하였다. 따라서 인민의 권리에 대한 규정이 전혀 없다는 점이 한계로 지적된다.
대한제국이 수립된 이후 군주국 헌법 체제(自由民本主義 君主國 憲法 體制)를 중시하되 황권을 강화하고 통치권을 집중시키려는 움직임의 하나로, 법규교정소(法規校正所) 총재 윤용선(尹容善), 의정관 서정순(徐正淳), 이재순(李載純), 르장드르(李善得, 이선득), 브라운(柏卓安, 백탁안) 등이 전문 9조의 국제(國制)를 기초하여 황제의 재가를 받아 확정하였다. 1899년 8월 17일자로 내려진 조칙과 봉지(奉旨)에 따라 제정 반포된 대한국 국제는 형식적으로는 입헌군주제, 그러나 실질적으로는 군주제 황권(自由民本主義 君主制 皇權)의 전제화를 꾀하는 것이었다. 
이에 따르면, 황제는 무한 불가침의 군권을 향유하며 입법⸱사법⸱행정⸱선전(宣戰)⸱강화⸱계엄⸱해엄에 관한 권한을 가지는 것으로 규정하고 있다.

## 대한국 국제의 내용

### 원문
| “ | - 第一條 大韓國은世界萬國에公認되온바自主獨立ᄒᆞ온帝國이니라。 - 第二條 大韓帝國의政治ᄂᆞᆫ由前則五百年傳來ᄒᆞ시고由後則亘萬世不變ᄒᆞ오실專制政治이니라 - 第三條 大韓國大皇帝게ᄋᆞᆸ서ᄂᆞᆫ無限ᄒᆞ온君權을享有ᄒᆞᄋᆞᆸ시나니公法에謂ᄒᆞᆫ바自立政體이니라 - 第四條 大韓國臣民이大皇帝의享有ᄒᆞᄋᆞᆸ신君權을侵損ᄒᆞᆯ行爲가有ᄒᆞ면其已行未行을勿論ᄒᆞ고臣民의道理를失ᄒᆞᆫ者로認ᄒᆞᆯ지니라 - 第五條 大韓國大皇帝게ᄋᆞᆸ서ᄂᆞᆫ國內陸海軍을統率ᄒᆞᄋᆞᆸ서編制를定ᄒᆞᄋᆞᆸ시고戒嚴解嚴을命ᄒᆞ시나니라 - 第六條 大韓國大皇帝게ᄋᆞᆸ서ᄂᆞᆫ法律을制定ᄒᆞᄋᆞᆸ서其頒布와執行을命ᄒᆞᄋᆞᆸ시고萬國의公共ᄒᆞᆫ法律을效倣ᄒᆞ사國內法律도改正ᄒᆞᄋᆞᆸ시고大赦特赦減刑復權을命ᄒᆞᆸ시나니公法에謂ᄒᆞᆫ바自定律例이니라 - 第七條 大韓國大皇帝게ᄋᆞᆸ서ᄂᆞᆫ行政各府部의官制와文武官의俸給을制定或改正ᄒᆞᄋᆞᆸ시고行政上必要ᄒᆞᆫ各項勅令을發ᄒᆞᄋᆞᆸ시나니公法에謂ᄒᆞᆫ바自行治理이니라 - 第八條 大韓國大皇帝게ᄋᆞᆸ서ᄂᆞᆫ文武官의黜陟任免을行ᄒᆞᄋᆞᆸ시고爵位勳章及其他榮典을授與或遞奪ᄒᆞᄋᆞᆸ시나니公法에謂ᄒᆞᆫ바自選臣工이니라 - 第九條 大韓國大皇帝게ᄋᆞᆸ서ᄂᆞᆫ各有約國에使臣을派送駐紮케ᄒᆞᄋᆞᆸ시고宣戰講和及諸般約條ᄅᆞᆯ締結ᄒᆞᄋᆞᆸ시나니公法에謂ᄒᆞᆫ바自遣使臣이니라 | ” |

### 현대어
- 제1조, 대한국(大韓國)은 세계만국(世界萬國)에 공인(公認)된 자주독립(自主獨立)한 제국(帝國)이다.
- 제2조, 대한제국(大韓帝國)의 정치(政治)는 이전(以前)으로는 오백년(五百年)을 전래(傳來)하시고 이후부터는 항만세(恒萬歲) 불변(不變)하오실 전제정치(專制政治)이니라.
- 제3조, 대한국 대황제(大皇帝)께옵서는 무한(無限)하온 군권(君權)을 향유(享有)하옵시느니 공법(公法)에 이르는바 자립정체(自立政體)이니라.
- 제4조, 대한국 신민(臣民)이 대황제(大皇帝)의 향유(享有)하시는 군권(君權)을 침손(侵損)할 행위(行爲)가 있으면 그 행위의 사전(事前)과 사후(事後)를 막론(莫論)하고 신민의 도리(道理)를 잃은 자(者)로 인정(認定)할 것이다.
- 제5조, 대한국 대황제(大皇帝)께서는 국내(國內) 육해군(陸海軍)을 통솔(統率)하시어 편제(編制)를 정(定)하시고 계엄(戒嚴)과 해엄(解嚴)을 명(命)하신다.
- 제6조, 대한국 대황제께옵서는 법률(法律)을 제정(制定)하옵셔서 그 반포와 집행(執行)을 명령(命令)하옵시고 만국(萬國)의 공공(公共)한 법률을 효방(效倣)하사 국내 법률로 개정(改正)하옵시고 대사(大赦)⸱특사(特赦)⸱감형(減刑)⸱복권(復權)을 명(命)하옵시느니 공법(公法)에 이르는바 자정율례(自定律例)이니라.
- 제7조, 대한국 대황제께옵서는 행정 각 부부(府部)의 관제와 문무관(文武官)의 봉급을 제정 혹은 개정하옵시고 행정상 필요한 칙령을 발하옵시느니 공법에 이르는바 자행치리(自行治理)이니라.
- 제8조, 대한국 대황제께옵서는 문무관의 출척(黜陟)⸱임면을 행하옵시고 작위⸱훈장 및 기타 영전(榮典)을 수여 혹은 체탈(遞奪)하옵시느니 공법에 이르는바 자선신공(自選臣工)이니라.
- 제9조, 대한국 대황제께옵서는 각 국가에 사신(使臣)을 파송 주찰(駐紮)케 하옵시고 선전⸱강화 및 제반약조를 체결하옵시느니 공법에 이르는바 자견사신(自遣使臣)이니라.